# Sakata Eio
Sakata Eio (坂田栄男 (Phản Điền Vinh Nam) Sakata Eio, 15 tháng 2 năm 1920 – 22 tháng 10 năm 2010) là một kỳ thủ cờ vây chuyên nghiệp 9-dan người Nhật Bản.

## Tiểu sử
Sakata trở thành kì thủ chuyên nghiệp vào năm 1935. Trận tranh danh hiệu đầu tiên của ông là trong giải Bản nhân phường (Honinbo) với kì thủ đang giữ danh hiệu Hashimoto Utaro. Lúc này, Utaro đã thành lập Viện cờ Kansai đối đầu với Viện cờ Nhật Bản, do vậy, sứ mệnh của Sakata là rất lớn, giành lại danh hiệu cho Viện cờ Nhật Bản. Sakata có một khởi đầu khá tốt, thắng một mạch 3 ván. Nhưng sau đó Utaro trỗi dậy và giành chiến thắng trong 4 ván tiếp theo, tiếp tục giữ danh hiệu. Sau đó, Sakata giành chiến thắng liên tiếp trong các giải đấu nhỏ khác như một cơn mưa sao băng, ngoại trừ giải Honinbo. Năm 1961, ông một lần nữa là kì thủ thách đấu danh hiệu này trước Takagawa Kaku, người đã giữ danh hiệu liên tục trong 9 năm. Sakata giành chiến thắng và sau đó đoạt luôn danh hiệu Meijin (danh hiệu lớn nhất Nhật Bản vào thời đó) vào năm 1963, trở thành kì thủ đầu tiên gom 2 danh hiệu vào một chỗ. Năm thi đấu ấn tượng nhất của Sakata là 1964, ông giành chiến thắng trong 30 ván đầu, chỉ để thua 2 ván; năm này, ông giữ 7 danh hiệu: Nihon Ki-in Championship, Asahi Pro Best Ten, Vương tọa (Oza), Nihon Ki-in#1 và NHK Cup.
Từ năm 1965, khả năng đeo đuổi các danh hiệu của ông phai nhạt dần. Vào năm này, Lâm Hải Phong (Rin Kaiho) 23 tuổi trở thành kì thủ thách đấu danh hiệu Meijin, dĩ nhiên Sakata được đánh giá cao hơn, nhưng Lâm cuối cùng đã chiến thắng. Sau đó Sakata tiếp tục tranh trở thành kì thủ tranh danh hiệu Meijin 2 năm liên tiếp nhưng đều thất bại. Lâm sau đó tiếp tục giành danh hiệu Honinbo của ông. Mặc dù Sakata không thành công trong việc bảo vệ 2 danh hiệu lớn này, nhưng ông vẫn giành được các danh hiệu quan trọng khác như là Thập đẳng (Judan) và Vương tọa.
Sakata đã viết nhiều cuốn sách bằng tiếng Nhật; một vài cuốn đã được dịch sang tiếng Anh, bao gồm Modern Joseki and Fuseki (Định thức và Bố cục Hiện đại), The Middle Game of Go (Trung bàn chiến trong cờ vây), Tesuji and Anti-Suji of Go (Tesuji và phản suji trong cờ vây) và Killer of Go (Sát thủ cờ vây).
Sakata mất ngày 22 tháng 10 năm 2010, hưởng thọ 90 tuổi.

## Danh hiệu và thách đấu
Sakata được xếp thứ 2 ở Nhật Bản về kì thủ giữ danh hiệu nhiều nhất, sau Jo Chihun.
| Danh hiệu                  | Năm giữ danh hiệu                                     |
| -------------------------- | ----------------------------------------------------- |
| Các giải còn tổ chức       | 32                                                    |
| Honinbo                    | 1961 – 1967                                           |
| Judan                      | 1966 – 1968, 1972, 1973                               |
| Oza                        | 1961, 1963, 1964, 1966, 1970 – 1972                   |
| NEC Cup                    | 1982                                                  |
| NHK Cup                    | 1957 – 1959, 1961, 1962, 1964, 1965, 1972, 1976, 1977 |
| Các giải không còn tổ chức | 22                                                    |
| Old Meijin                 | 1963, 1964                                            |
| Hayago Meijin              | 1956                                                  |
| Hayago Championship        | 1982                                                  |
| Nihon-Kiin Championship    | 1955 – 1961, 1964, 1965, 1973 – 1975                  |
| Asahi Pro Best Ten         | 1964, 1967                                            |
| Asahi Top Position         | 1955, 1959, 1961                                      |
| Igo Senshuken              | 1958                                                  |

| Danh hiệu                  | Năm mất danh hiệu      |
| -------------------------- | ---------------------- |
| Các giải còn tổ chức       | 15                     |
| Meijin                     | 1979                   |
| Honinbo                    | 1951, 1968, 1970, 1975 |
| Judan                      | 1969, 1974, 1977       |
| Oza                        | 1956, 1968, 1973       |
| NEC Cup                    | 1983                   |
| NHK Cup                    | 1956, 1970             |
| Các giải không còn tổ chức | 9                      |
| Old Meijin                 | 1965 – 1967            |
| Hayago Championship        | 1975                   |
| Nihon-Kiin Championship    | 1962, 1966             |
| Asahi Pro Best Ten         | 1968                   |
| Asahi Top Position         | 1957, 1960             |

## Sách
- "Modern Joseki and Fuseki, tập 1: Parallel Fuseki", nhà xuất bản Ishi, năm 1968, tái bản năm 2006, ISBN 0-923891-75-7.
- "Modern Joseki and Fuseki, tập 2: The Opening Theory of Go", nhà xuất bản Ishi, năm 1971, tái bản năm 2006, ISBN 0-923891-76-5.
- "The Middle Game of Go" hoặc "Chubansen", nhà xuất bản Ishi, 1971, ISBN 0-923891-77-3.